# Jagdhaus Pait
Schloss Pait ist ein Schloss im ehemaligen nördlichen Ostpreußen, der heutigen Oblast Kaliningrad der Russische Föderation.

## Geschichte
Das Schloss geht auf eine Försterei zurück, die erstmals 1886 in der einschlägigen Jagdliteratur erwähnt wird. Pait war einst ein Dorf am Flüsschen Pait, wurde jedoch schließlich ganz für die Jagdwirtschaft requiriert. Nach 1930 hieß der Ort nur noch „Jagdhaus“. Das Gebäude wurde 1904/05 für Jagdaufenthalte des Kaisers ausgebaut.
Ab 1920 initiierte der preußische Ministerpräsident Dr. Otto Braun nachhaltige Elchschutzmaßnahmen. Nach 1937 wurde das Forstgebiet Pait zusammen mit zehn weiteren Forstämtern zum Naturschutzgebiet „Elchwald“ erklärt. Das Jagdhaus wurde später vom nationalsozialistischen Reichsjägermeister Hermann Göring requiriert.
Nach der sowjetischen Annexion Ostpreußens wurde Pait als Erholungsheim der Baltischen Flotte genutzt. Heute kümmert sich eine Stiftung um den Erhalt des Anwesens. Der Kaisersaal des Jagdhauses wurde rekonstruiert.